# Rhys Murphy
Rhys Murphy (Shoreham-by-Sea, 6 november 1990) is een Ierse voetballer die als aanvaller speelt.
Hij stond onder contract bij Arsenal, dat hem uitleende aan Brentford en Preston North End. Bij beide clubs kwam hij slechts tot 5 competitie optredens en scoorde niet. Ook voetbalde hij een seizoen voor SC Telstar. Sinds februari 2015 komt hij uit voor Oldham Athletic. Ook daar werd hij tweemaal verhuurd. Sinds de zomer van 2016 staat Murphy onder contract bij Forest Green Rovers. In januari 2018 ging hij naar Gillingham. In het seizoen 2018/19 kwam hij uit voor Chelmsford City. Hierna ging hij naar Yeovil Town.